# Anthony Wayne
Anthony Wayne (ur. 1 stycznia 1745 w hrabstwie Chester, zm. 15 grudnia 1796 w Erie) – amerykański polityk i żołnierz.

## Życiorys
Urodził się 1 stycznia 1745 na terenie hrabstwa Chester. Studiował na Akademii Filadelfijskiej, a następnie pracował jako geodeta w Nowej Szkocji. W 1774 roku zasiadał w legislaturze stanowej Pensylwanii, a rok później wziął udział w amerykańskiej wojnie o niepodległość. Służył pod rozkazami Benedicta Arnolda, a następnie został przeniesiony do Fortu Ticonderoga. W 1777 roku został generałem brygady, a rok później wziął udział w bitwie o Monmouth. W czerwcu 1779 poprowadził wojska amerykańskie do zwycięstwa w bitwie o Stony Point, w której wykazał się odwagą i zuchwałością, przez co dorobił się pseudonimu Mad Anthony (Wściekły Anthony). W związku z tym wydarzeniem – 26 lipca 1779 w uznaniu m.in. zdecydowanej nieustraszoności oraz w imieniu podległych mu oficerów i żołnierzy – został uhonorowany Złotym Medalem Kongresu. Po zwycięstwie w bitwie pod Green Spring, został przeniesiony do Yorktown, gdzie Brytyjczycy prowadzili oblężenie. Przyjął tam kapitulację Charlesa Cornwallisa, a następnie został wysłany na południe, by dołączyć do wojsk generała Nathanaela Greene’a. W 1783 roku został awansowany na generała majora. W latach 80. XVIII wieku przeniósł się do Georgii, gdzie władze stanowe przyznały mu ziemie, w uznaniu zasług wojskowych. W 1788 był delegatem na Konwencję Konstytucyjną. W 1790 roku został wybrany do Izby Reprezentantów, jednakże w marcu 1792 Kongres wygasił jego mandat, z powodu nadużyć przy wyborach. Wayne odmówił ponownego kandydowania i ponownie wstąpił do wojska. Na prośbę prezydenta George’a Washingtona został dowódcą wojsk walczących w wojnie z Indianami Północnego Zachodu. Po zwycięskiej bitwie pod zaporą z pni, Wayne wynegocjował traktat z Greenville, kończący walki. Zmarł 15 grudnia 1796 w Erie.